# ユン・ゴウン
ユン・ゴウン（朝鮮語: 윤고은、1980年11月4日 - ）は、韓国の推理作家。

## 人物
ソウル特別市出身。東国大学校文芸創作学科卒業。2003年から執筆活動を始め、『夜間旅行者（2013年刊）』で、2021年にアジア人の作家として初めてインターナショナル・ダガー賞を受賞した。2016年には、フランス国立東洋言語文化学院で開催された、韓国翻訳専門学校（MCST）および韓国文学翻訳協会（LTI Korea）主催による海外翻訳ワークショップ・プログラムに参加した。

## 日本語訳作品
- 「夜間旅行者（原題 朝鮮語: 밤의 여행자들）」カン・バンファ訳 2023年 早川書房

## 参照リンク
- Yun Ko Eun(윤고은)